# DUT
Det Unge Tonekunstnerselskab (DUT) blev dannet 1920 med det formål at udbrede kendskabet til ny musik og fungerede fra 1930 som dansk sektion for ISCM (Det internationale Selskab for ny Musik). Selskabet har fra 1925 stået for udgivelsen af Dansk Musik Tidsskrift. DUT har gennem årene stået som arrangør af talrige koncerter med ny kompositionsmusik af udenlandske som danske komponister. Efter op- og nedgangstider opløstes selskabet i 1995. 

## Formænd
- Helge Bonnén 1920-22 & 1925-28
- Knudåge Riisager 1922-24
- Aksel Agerby 1929-43
- Flemming Weis 1942-56
- Lavard Friisholm 1958-